# Miguel Ángel Vergara
Miguel Ángel Vergara Rodríguez (Ciudad de Panamá, 18 de marzo de 1994), más conocido como Mikky Ángel Vergara es un artista plástico, diseñador de alta costura y arquitecto panameño que practica la pintura y la escultura.

## Biografía
Inició su carrera en el 2008, como director creativo de la firma de diseño de modas, Vergara & Vergara, en donde amplió su rango creativo, como maestro en la confección y creación de apliques, interviniendo mobiliario y realizando exhibiciones de pinturas.
Su primer acercamiento a las artes pictóricas fue en el año 2010 en donde realizó una exhibición titulada "Memorias en Blanco y Negro”, misma que se presentó durante el Heineken Macro Fest en 2011.
Actualmente, se encuentra realizando una técnica de pintura mixta, ya que aplica diversos materiales como pintura acrílica, láminas de plástico y pan de oro, entre otros materiales. Al hacer uso de estos materiales, unifica y fusiona una vertiente artística, creando un relieve 3D lleno de contraste.
Dentro de sus rasgos artísticos característicos está enfocado en su forma de interpretar la estética de la mujer. En su pintura se refleja los gustos por los ornamentos, ilustrada a modo de joyería, así también una serie de personajes característicos en su pintura tales como: Quimeras, felinos, aves y ciervos.
A modo de exploración, Miguel Ángel ha realizado serie de Colecciones Cápsulas, en donde se puede apreciar referencias arquitectónicas entre los espacios sostenidos como cuadros yuxtapuestos.
En su pintura se encuentran presente elementos naturales y artificiales que relatan un conflicto entre la banalidad y la realidad ser humano - Corpus o Natura. El hilo conductor de sus pinturas es trazado por una línea dorada, siendo este un elemento visible en cada una de sus pinturas, en sus propias palabras el dorado representa «la sangre preciosa del pasado, luz, conocimiento y virtud».
Sus obras se han presentado en exposiciones en Ecuador, Estados Unidos, Reino Unido y Panamá.

## Exposiciones
- 2010. Memorias en Blanco y Negro (2010) Torres de Las Américas. (Ciudad de Panamá)
- 2011. Feria de verano, Heineken Macro Fest. (Ciudad de Panamá).
- 2011. Colección Manifesto Barroco para Vergara & Vergara en el Panama Fashion Week. (Ciudad de Panamá)
- 2012. Colección Delirium Nacar, Feria de Comercio y moda Dila, (Guayaquil).[11]
- 2012. Colección Flor Picasso en el Panama Fashion Week (Ciudad de Panamá)
- 2013. Colección Flor Picasso en el British Council of London y la Embajada de Panamá en Londres (Londres)
- 2013 octubre. Colección Índigo en el Panama Fashion Week (Ciudad de Panamá)
- 2018. Liquid Illusions  en la Williams Sonoma Gallery Boutique. (Los Ángeles)[6]